# كاتلين غلاس
كاتلين غلاس (بالإنجليزية: Caitlin Glass)‏ هي مغنية وممثلة أمريكية، ولدت في 16 نوفمبر 1981 في واشنطن العاصمة في الولايات المتحدة.

## وصلات خارجية
- الموقع الرسمي
- كاتلين غلاس على موقع IMDb (الإنجليزية)
- كاتلين غلاس على موقع ديسكوغز (الإنجليزية)
- كاتلين غلاس على موقع ANN person (الإنجليزية)